# Брага, Виктор (футболист, 2001)
Виктор Кристиану Брага (порт.-браз. Victor Cristiano Braga; род. 18 апреля 2001) — бразильский футболист, полузащитник Казахстанского клуба «Тобол» Костанай.

## Карьера
Вначале 2019 года стал игроком бразильского клуба «Санта-Круз».
В 2021 году играл за бразильский клуб «Сантос Б»
В январе 2022 года перешёл в бразильский клуб «Лондрина».
В марте 2022 года подписал контракт с казахстанским клубом «Ордабасы». 5 марта 2022 года в матче против клуба «Мактаарал» дебютировал в казахстанской Премьер-лиге.

## Достижения
«Ордабасы»
- Обладатель Кубка Казахстана: 2022

## Клубная статистика
| Игровая карьера | Игровая карьера | Игровая карьера | Лига | Лига | Кубок | Кубок | Межд. | Межд. | СК | СК |
| --------------- | --------------- | --------------- | ---- | ---- | ----- | ----- | ----- | ----- | -- | -- |
| 2022            | Ордабасы        | А               | 24   | 0    | 7     | 0     | —     | —     | —  | —  |
| 2023            | Ордабасы        | А               | —    | —    | —     | —     | —     | —     | 0  | 0  |
| 2023            | Мактаарал       | А               | 24   | 1    | 1     | 0     | —     | —     | —  | —  |
| 2024            | Жетысу          | А               | 5    | 0    | 1     | 0     | —     | —     | —  | —  |